# Alyn Smith
Alyn Smith, né le 15 septembre 1973 à Glasgow, est un homme politique britannique écossais, membre du Parti national écossais (SNP).

## Biographie

### Parlement européen
Lors des élections européennes de 2004, il est élu au Parlement européen, où il siège au sein du groupe des Verts/Alliance libre européenne. Il est réélu en 2009 et en 2014.
Il est membre de la commission de l'agriculture et du développement rural de 2007 à 2014. Il siège au sein de la délégation pour les relations avec la péninsule arabique dès 2009, et à partir de 2014, au sein de la commission des affaires étrangères et de la délégation pour les relations avec l'Irak.

### Député britannique
Lors des élections britanniques de décembre 2019, il est élu député de la circonscription de Stirling en battant le candidat conservateur sortant Stephen Kerr avec 51,1 % des voix. Il quitte alors son mandat de député européen.

### Vie privée
Alyn Smith est ouvertement gay.

## Résultats électoraux
Élections générales britanniques de 2019 — Stirling :
| Parti politique         | Parti politique         | Nom                     | Voix   | %       | ±%    | Maj.  |
| ----------------------- | ----------------------- | ----------------------- | ------ | ------- | ----- | ----- |
|                         | Nationaux écossais      | Alyn Smith              | 26 895 | 51,11 % | 14,4  | 9 254 |
|                         | Conservateur            | Stephen Kerr (sortant)  | 17 641 | 33,53 % | −3,5  |       |
|                         | Travailliste            | Mary Ross               | 4 275  | 8,12 %  | −14,0 |       |
|                         | Libéraux-démocrates     | Fayzan Rehman           | 2 867  | 5,45 %  | 2     |       |
|                         | Vert écossais           | Bryan Quinn             | 942    | 1,79 %  | 1,8   |       |
| Total des votes valides | Total des votes valides | Total des votes valides | 52 620 | 100 %   |       |       |
| Électeurs inscrits      | Électeurs inscrits      | Électeurs inscrits      | 68 473 |         |       |       |